# Jan Tvrdý
Jan Tvrdý (* 26. května 1970 Praha) je český politik a podnikatel, od dubna do prosince 2021 místopředseda České strany sociálně demokratické, v letech 2002 až 2010 a opět 2014 až 2018 starosta obce Zdiby v okrese Praha-východ.

## Život
Od roku 2001 je jednatelem a společníkem v soukromé firmě MASNAP, která se zaměřuje na provádění staveb, jejich změn a odstraňování.
Jan Tvrdý žije v obci Zdiby v okrese Praha-východ, konkrétně v části Veltěž.
Členem společnosti Spolek pro obnovu a provozování zámku BRNKY, z.s., která nechala zdevastovat zámek v Brnkách a následně se obohatili na jejím prodeji.

## Politické působení
V komunálních volbách v roce 2002 byl jako nezávislý zvolen zastupitelem obce Zdiby, a to z pozice lídra kandidátky „Sdružení fotbal - Zdiby, Veltěž, Přemyšlení“. Mandát zastupitele obce pak obhájil ve volbách v letech 2006 (nezávislý, lídr kandidátky „Sdružení fotbal-Zdiby,Veltěž,Přemyšlení“), 2010 (člen České strany sociálně demokratické na kandidátce „Sdružení fotbal - Zdiby, Veltěž, Přemyšlení“), 2014 (člen ČSSD a lídr kandidátky „Sdružení fotbal - Zdiby, Veltěž, Přemyšlení“) a 2018 (člen ČSSD a lídr kandidátky „Sdružení fotbal - Zdiby, Veltěž, Přemyšlení“). V letech 2002 až 2010 a opět pak 2014 až 2018 navíc působil ve funkci starosty obce. V prosinci 2020 na mandát zastupitele obce rezignoval.
V krajských volbách v roce 2012 kandidoval za ČSSD do Zastupitelstva Středočeského kraje, ale neuspěl. Stejně tak nebyl zvolen ani ve volbách v letech 2016 a 2020.
V dubnu 2021 byl na sjezdu ČSSD zvolen místopředsedou strany, a to počtem 128 hlasů. Na dalším sjezdu v prosinci 2021 pozici místopředsedy neobhajoval. Ve straně zastával pozici předsedy okresní organizace Praha-východ.
V komunálních volbách v roce 2022 byl jako člen SOCDEM zvolen z pozice lídra kandidátky uskupení „Sdružení fotbal – Zdiby, Veltěž, Přemyšlení“ (tj. SOCDEM a nezávislí kandidáti) zastupitelem obce Zdiby.
Později ukončil členství v SOCDEM. V krajských volbách v roce 2024 kandidoval do Zastupitelstva Středočeského kraje jako nestraník za ČSSD – Českou suverenitu sociální demokracie v rámci uskupení „STAČILO! - SPOJENÁ LEVICE KSČM, ČSSD, ČSNS“.